# 威廉 (符腾堡)
威廉·腓特烈·卡尔·菲利普·阿尔布雷希特·尼库劳斯·埃里希·馬利亚（Wilhelm Friedrich Carl Philipp Albrecht Nikolaus Erich Maria，1994年8月13日—），出生于拉芬斯堡，是符腾堡王位继承人，符腾堡王室首领。
他是符腾堡王位继承人腓特烈的獨子。腓特烈去世後，威廉成為祖父卡爾的繼承人。
| 前任： 卡爾 | 符腾堡公爵 2022年－ | 繼任： ' |